# دهستان شهرک (آذرشهر)
دهستان شهرک یکی از دهستان‌های استان آذربایجان شرقی است که در شهرستان ممقان واقع شده‌است. این دهستان شامل روستاهای متروکه تورامین ممقان و ایرنجی ممقان می‌باشد.

## موقعیت
این دهستان در شهرستان آذرشهر قرار گرفته و منطقهٔ مهم آن و دانشگاه تربیت معلم در کنار کیلومتر ۳۵ جادهٔ تبریز-آذرشهر بنا شده‌است.

## امکانات
در روبروی دهستان شهرک ممقان خدمات شهری از جمله پارک بزرگ ایرینجی ممقان قرارگرفته که شامل خدمات رفاهی، تفریحی همچون جایگاه گاز CNG، پمپ بنزین، کافی شاپ، فروشگاه، شهربازی، دریاچه و … است.